# Élections municipales de 1896 dans la Somme
Les élections municipales ont eu lieu les 3 et 10 mai 1896 dans la Somme.

## Maires sortants et maires élus
Les maires élus à la suite des élections municipales dans les communes de plus de 2 000 habitants :
| Commune                | Population | Maire sortant           | Opinion | Opinion | Maire élu              | Opinion | Opinion |
| ---------------------- | ---------- | ----------------------- | ------- | ------- | ---------------------- | ------- | ------- |
| Abbeville              | 19 669     | Alexandre de Poilly*    |         | Rép.    | Charles Bignon         |         | Rép.    |
| Albert                 | 6 743      | Auguste Soufflet        |         | Rad.    | Charles Lomont         |         | Rad.    |
| Amiens                 | 88 731     | Alphonse Decaix-Matifas |         | Rép.    | Alphonse Fiquet        |         | Rad.    |
| Beauquesne             | 2 115      | Jean-Baptiste Lagrange  |         | Rép.    | Jean-Baptiste Lagrange |         | Rép.    |
| Beauval                | 2 487      | Léon Babeur             |         | Rép.    | Léon Babeur            |         | Rép.    |
| Cayeux-sur-Mer         | 3 471      | Isaac Gouverneur        |         | Rép.    | Charles Belin          |         | Cons.   |
| Corbie                 | 4 299      | Léon Curé               |         | Rép.    | Léon Curé              |         | Rép.    |
| Le Crotoy              | 2 262      | Émile Vasseur           |         | Rép.    | Émile Vasseur          |         | Rép.    |
| Doullens               | 4 575      | Albert Rousé            |         | Rad.    | Albert Rousé           |         | Rad.    |
| Flixecourt             | 2 892      | Charles Catel           |         | Rép.    | Charles Catel          |         | Rép.    |
| Friville-Escarbotin    | 2 720      | Gontrand Acoulon *      |         | Rép.    | Hubert Acoulon         |         | Rép.    |
| Gamaches               | 2 205      | Amand Caville           |         | Rad.    | Amand Caville          |         | Rad.    |
| Ham                    | 3 254      | Timoléon Dodeuil        |         | Rép.    | Timoléon Dodeuil       |         | Rép.    |
| Montdidier             | 4 644      | Georges Richard         |         | Rad.    | Georges Richard        |         | Rad.    |
| Moreuil                | 3 121      | Victor Gaillard         |         | Rad.    | Victor Gaillard        |         | Rad.    |
| Nesle                  | 2 285      | Gustave Lemaire         |         | Rép.    | Gustave Lemaire        |         | Rép.    |
| Péronne                | 4 816      | Gustave Trannoy         |         | Rép.    | Edmond Lemaire-Quédé   |         | Rép.    |
| Rosières-en-Santerre   | 2 611      | Jules Thiébaud          |         | Rad.    | Jules Thiébaud         |         | Rad.    |
| Roye                   | 4 304      | Élie Vasseur            |         | Rép.    | Élie Vasseur           |         | Rép.    |
| Rue                    | 2 902      | Anatole Gosselin        |         | Rép.    | Anatole Gosselin       |         | Rép.    |
| Saint-Ouen             | 2 762      | Eugène Sévin            |         | Rad.    | Eugène Sévin           |         | Rad.    |
| Saint-Valery-sur-Somme | 3 554      | Ernest Houdant          |         | Cons.   | Ernest Houdant         |         | Cons.   |
| Vignacourt             | 2 680      | Achille Lefebvre        |         | Rad.    | Achille Lefebvre       |         | Rad.    |
| Villers-Bretonneux     | 5 173      | Ernest Dieu             |         | Rép.    | Ernest Dieu            |         | Rép.    |
| * Ne se représente pas |            |                         |         |         |                        |         |         |

### Résultats en nombre de mairies
| Opinions     | Opinions                   | Maires sortants | Maires élus | Évolution |
| ------------ | -------------------------- | --------------- | ----------- | --------- |
|              | Républicains opportunistes | 15              | 13          | 2         |
| Total centre | Total centre               | 15              | 13          | 2         |
|              | Républicains radicaux      | 8               | 9           | 1         |
| Total gauche | Total gauche               | 8               | 9           | 1         |
|              | Conservateurs              | 1               | 2           | 1         |
| Total droite | Total droite               | 1               | 2           | 1         |
| Total        | Total                      | 24              | 24          |           |

## Résultats
L'élection des conseillers municipaux étant au scrutin majoritaire plurinominal sous la IIIe République, les résultats indiqués ci-dessous représentent le nombre moyen de voix par liste,.

### Amiens
Maire sortant : Alphonse Decaix-Matifas (Républicain opportuniste) depuis 1895, à la suite du décès de Frédéric Petit.
36 sièges à pourvoir
| Tête de liste                       | Tête de liste             | Liste                | Premier tour | Premier tour | Premier tour | Second tour | Second tour | Second tour | Sièges |  |
| Tête de liste                       | Tête de liste             | Liste                | Voix         | %            | Élus         | Voix        | %           | Élus        | CM     |  |
| ----------------------------------- | ------------------------- | -------------------- | ------------ | ------------ | ------------ | ----------- | ----------- | ----------- | ------ |  |
|                                     | Alphonse Decaix-Matifas * | Rép.                 | 8 874        | 56,67        | 29           | 5 484       | 40,86       | 0           | 29     |  |
| Liste municipale républicaine       |                           |                      | 8 874        | 56,67        | 29           | 5 484       | 40,86       | 0           | 29     |  |
|                                     | Alphonse Fiquet           | Rad. - Rad-soc. - SI | 5 985        | 38,22        | 0            | 6 738       | 50,21       | 7           | 7      |  |
| Liste de Concentration républicaine |                           |                      | 5 985        | 38,22        | 0            | 6 738       | 50,21       | 7           | 7      |  |
|                                     | Adéodat Lefebvre          | Cons.                | 3 273        | 20,90        | 0            |             |             |             |        |  |
| Liste d'Intérêt municipal           |                           |                      | 3 273        | 20,90        | 0            |             |             |             |        |  |
|                                     | Candidats isolés          | Candidats isolés     | 167          | 1,07         | 0            | 340         | 2,53        | 0           |        |  |
|                                     |                           |                      |              |              |              |             |             |             |        |  |
| Inscrits                            | Inscrits                  | Inscrits             | 21 400       | 100,00       |              | 21 400      | 100,00      |             |        |  |
| Abstentions                         | Abstentions               | Abstentions          | 5 424        | 25,35        | 7 786        | 36,38       |             |             |        |  |
| Votants                             | Votants                   | Votants              | 15 976       | 74,65        | 13 614       | 63,62       |             |             |        |  |
| Blancs et nuls                      | Blancs et nuls            | Blancs et nuls       | 316          | 1,98         | 194          | 1,43        |             |             |        |  |
| Exprimés                            | Exprimés                  | Exprimés             | 15 660       | 98,02        | 13 420       | 98,57       |             |             |        |  |
| * Maire sortant                     |                           |                      |              |              |              |             |             |             |        |  |

Bien qu'étant minoritaire au sein du nouveau conseil municipal, Alphonse Fiquet est élu maire d'Amiens contre Alphonse Decaix-Matifas à la suite du ralliement de nombreux élus « opportunistes » ; il obtient ainsi 20 votes contre 15 au maire sortant et un bulletin blanc.
Maire élu : Alphonse Fiquet (Républicain radical)